# Prisão de Jair Bolsonaro
A prisão de Jair Bolsonaro refere-se à prisão, inicialmente domiciliar, do ex-presidente Jair Bolsonaro em agosto de 2025 no contexto de seu envolvimento numa tentativa de golpe de Estado entre 2022 e 2023.
Bolsonaro já havia sido preso em 1986 quando estava no exército após escrever um artigo criticando os baixos salários dos militares.

## Contexto
Bolsonaro virou réu na Ação Penal (AP) 2.668 que apura a tentativa de golpe de Estado, incluindo o planejamento do assassinato de Luiz Inácio Lula da Silva, Geraldo Alckmin e do ministro do STF Alexandre de Moraes.

### Complô com Donald Trump
No início de 2025, segundo levantamento da Polícia Federal (PF), o ex-presidente e seu filho, o deputado federal licenciado Eduardo Bolsonaro, visitaram autoridades dos Estados Unidos com o objetivo de obter a imposição de avaliações contra agentes públicos do Brasil, em razão de suposta fiscalização no âmbito da AP 2668. Segundo a PF, ambos atuaram "dolosa e a deliberação de forma ilícita” e “com a finalidade de tentar submeter o funcionamento do Supremo Tribunal Federal [STF] ao crivo de outro Estado estrangeiro, por meio de atos hostis de negociações espúrias e criminosas com patente de interferência à Justiça e clara especificamente de coagir essa Corte".
Em 2 de abril, os Estados Unidos anunciaram tarifas de 10% sobre importações brasileiras, com vigência a partir de 5 de abril, sob a justificativa de proteger a indústria doméstica. Em 9 de julho de 2025, Trump anunciou tarifas de 50% sobre todos os produtos brasileiros, efetivas a partir de 1º de agosto, citando o tratamento do Brasil a Bolsonaro como uma "caça às bruxas" e alegando déficits comerciais, embora os EU tenham registrado um superávit comercial de US$ 7,4 bilhões com o Brasil em 2024.

## Penas
Bolsonaro já havia sido preso por 15 dias em 1986 quando estava no exército como medida disciplinar após escrever um artigo criticando os baixos salários dos militares.

### Tornozeleira eletrônica
Em 18 de julho de 2025 o ministro Alexandre de Moraes, do Supremo Tribunal Federal (STF), impôs a Bolsonaro medidas cautelares de uso de tornozeleira eletrônica; recolhimento domiciliar no período noturno e aos fins de semana; autoridade de acesso a embaixadas e consulados e de manter contato com embaixadores e autoridades estrangeiras; e autorização de utilização de redes sociais, direta ou indiretamente, inclusive por meio de terceiros, em decisão referendada pela Primeira Turma do STF, após solicitação da Polícia Federal (PF) e com o aval da Procuradoria-Geral da República (PGR). A defesa recorreu, mas Moraes manteve as medidas em 24 de julho por que o ex-presidente fez um discurso transmitido em plataformas digitais e postado em diversos perfis.
Moraes esclareceu que Bolsonaro não está proibido de conceder entrevistas ou fazer discursos públicos ou privados, mas que não deve fazer a "instrumentalização dessas entrevistas ou discursos para posterior divulgação nas redes sociais, especialmente por meio da atuação de 'milícias digitais' e apoiadores políticos previamente coordenados para esse fim", explicou o STF em seu portal.

### Prisão domiciliar
Moraes decretou a prisão domiciliar de Bolsonaro em 04 de agosto de 2025 porque o ex-presidente continuou a usar as redes sociais para fazer postagens, não suas, mas de aliados, inclusive de seus três filhos. "O flagrante desrespeito às medidas cautelares foi tão óbvio que, repita-se, o próprio filho do réu, o senador Flávio Nantes Bolsonaro, decidiu remover a postagem realizada em seu perfil, na rede social Instagram, com a finalidade de omitir a transgressão legal", explicou Moraes na decisão.
Além de proibir Bolsonaro de sair de casa, Moraes proibiu visitas e mandou apreender celulares pertencentes a Bolsonaro.